# Paralogisme
Un  paralogisme  és un argument o raonament fals, que es planteja sense una voluntat d'engany, i que té la forma d'un sil·logisme o més freqüentment d'un entimema. A diferència d'un sofisma (que és un argument "fals" amb què es pretén demostrar una cosa o un fet), el paralogisme no depèn d'una confusió malintencionada en els termes, sinó d'un error de raonament.